# The Yearling (1946)
The Yearling is een Amerikaanse dramafilm uit 1946 onder regie van Clarence Brown. Het scenario is gebaseerd op de gelijknamige roman uit 1938 van de Amerikaanse auteur Marjorie Kinnan Rawlings. Destijds werd de film in Nederland en Vlaanderen uitgebracht onder de titel Jody en het hertenjong.

## Verhaal
Na de Amerikaanse Burgeroorlog gaat het gezin Baxter wonen op een boerderij in Florida. Hun zoontje Jody wil graag een huisdier hebben. Nadat zijn vader een hert heeft gedood, neemt Jody het jong mee naar huis om het op te voeden. Het hertenjong, Vlag, zorgt voor onrust in het gezin. Het jong verwoest de moestuin en vader wil harde maatregelen nemen.

## Rolverdeling
| Acteur            | Personage       |
| ----------------- | --------------- |
| Gregory Peck      | Penny Baxter    |
| Jane Wyman        | Orry Baxter     |
| Claude Jarman jr. | Jody Baxter     |
| Chill Wills       | Buck Forrester  |
| Clem Bevans       | Pa Forrester    |
| Margaret Wycherly | Ma Forrester    |
| Henry Travers     | Mijnheer Boyles |
| Forrest Tucker    | Lem Forrester   |
| Donn Gift         | Fodderwing      |

## Prijzen en nominaties
| Jaar | Prijs  | Categorie                      | Genomineerde(n)                               | Uitslag     |
| ---- | ------ | ------------------------------ | --------------------------------------------- | ----------- |
| 1946 | Oscars | Beste productieontwerp (kleur) | Cedric Gibbons Paul Groesse Edwin B. Willis   | Gewonnen    |
| 1946 | Oscars | Beste camerawerk (kleur)       | Arthur E. Arling Charles Rosher Leonard Smith | Gewonnen    |
| 1946 | Oscars | Beste film                     | Metro-Goldwyn-Mayer                           | Genomineerd |
| 1946 | Oscars | Beste mannelijke hoofdrol      | Gregory Peck                                  | Genomineerd |
| 1946 | Oscars | Beste vrouwelijke hoofdrol     | Jane Wyman                                    | Genomineerd |
| 1946 | Oscars | Beste regie                    | Clarence Brown                                | Genomineerd |
| 1946 | Oscars | Beste montage                  | Harold F. Kress                               | Genomineerd |